# تاريخ بلجيكا
| منتصف القرن الأول قبل الميلاد استولت القوات الرومانية بقيادة يوليوس قيصر على مايدعى الآن بلجيكا. |                                                                                                  |
| القرن الخامس الميلادي أسس كلوڤيس، الملك الفرنكي، مملكة شملت الإقليم البلجيكي .                   |                                                                                                  |
| القرنان الرابع عشر والخامس عشر الميلاديان وحّد حكام الدوقيات في برگنديا الدول المستقلة العديدة.   |                                                                                                  |
| 1477                                                                                             | تولت عائلة هابسبورگ النمساوية الحكم في بلجيكا.                                                   |
| 1516                                                                                             | أصبحت بلجيكا مِلْكاً لأسبانيا.                                                                      |
| 1713                                                                                             | أعادت أسبانيا بلجيكا إلى النمسا.                                                                 |
| 1795                                                                                             | أصبحت بلجيكا جزءاً من فرنسا.                                                                      |
| 1815                                                                                             | اتّحدت بلجيكا مع هولندا.                                                                          |
| 1830                                                                                             | أعلنت بلجيكا استقلالها عن هولندا.                                                                |
| 1885                                                                                             | قام ليوبولد الثاني ملك بلجيكا بتأسيس دولة الكونغو الحرة، التي كانت ملكية شخصية للملك.            |
| 1914- 1918                                                                                       | قاتلت بلجيكا بجانب الحلفاء في الحرب العالمية الأولى وعانت من دمار كثير.                          |
| 1940- 1945                                                                                       | وقع قتال عنيف في بلجيكا بين الحلفاء وألمانيا أثناء الحرب العالمية الثانية.                       |
| 1950                                                                                             | أصبحت بلجيكا أحد الأعضاء المؤسسين لمنظمة حلف شمال الأطلسي ( ناتو)                                |
| 1957                                                                                             | ساعدت بلجيكا في إقامة المجموعة الاقتصادية الأوروبية التي أصبحت تعرف لاحقاً باسم الاتحاد الأوروبي. |
| 1960                                                                                             | منحت بلجيكا الكونغو البلجيكي الاستقلال.                                                          |
| 1971                                                                                             | قسّمت تعديلات الدستور بلجيكا إلى ثلاث جماعات ثقافية قائمة على أساس اللغة.                         |
| 1980                                                                                             | صادق البرلمان على الإصلاحات الدستورية مانحًا حكمًا ذاتيًا جزئياً للفلاندر ووالونيا.                  |
| 1993                                                                                             | أصبحت بلجيكا دولة اتحادية (فيدرالية)، ولكل منطقة من مناطقها الثلاث برلمانها الخاص.               |

يمتد تاريخ بلجيكا قبل تأسيس الدولة الحديثة بهذا الاسم إلى عام 1830، وهو مرتبط مع تاريخ جيرانها: هولندا وألمانيا وفرنسا ولوكسمبورغ. بالنسبة لمعظم تاريخها، كان ما يعرف الآن ببلجيكا إما جزءًا من إقليم أكبر، مثل الإمبراطورية الكارولنجية، أو مقسّمًا إلى عدد من الولايات الأصغر، ومن أبرزها دوقية برابانت، ومقاطعة فلاندرز، وأسقفية أمير لييج، ومقاطعة لوكسمبورغ. نظرًا لموقعها الاستراتيجي وتاريخها كدولة اتصال بين الثقافات المختلفة، أُطلق على بلجيكا اسم «مفترق طرق أوروبا» من قبل العديد من الجيوش التي تقاتل على أراضيها، وأطلق عليها أيضًا اسم «ساحة معركة أوروبا» أو «قمرة القيادة في أوروبا». ومن اللافت للنظر أيضًا أنها بلد أوروبي يحتوي على وينقسم بواسطة حدود لغوية بين الفرنسية المشتقة من اللاتينية والهولندية الجرمانية.
يمكن إرجاع شكل بلجيكا الحديث إلى الوسط الجنوبي لهولندا البورغندية في العصور الوسطى. امتدت هذه الأراضي عبر الحدود القديمة لشيلدت التي قسمت فرنسا وألمانيا في العصور الوسطى، ولكنها جُمعت معًا تحت حكم آل فالوا بورغندي، وتوحدت في منطقة حكم ذاتي واحدة من قبل وريثهم تشارلز الخامس، الإمبراطور الروماني المقدس، في مرسومه الرسمي لعام 1549. أدت حرب الثمانين عامًا (1568–1648) لاحقًا إلى الانقسام بين جمهورية هولندا الشمالية وهولندا الجنوبية التي نشأت منها بلجيكا ولوكسمبورغ. استمر حكم هذه المنطقة الجنوبية من قبل أحفاد هابسبورغ باسم «هولندا الإسبانية». أدت الغزوات الفرنسية في عهد لويس الرابع عشر إلى أخذ المنطقة التي تُعرَف الآن باسم نور با دو كاليه من قبل فرنسا، بينما أصبح الباقي في النهاية «هولندا النمساوية». انتهت الحروب الثورية الفرنسية إلى جعل بلجيكا جزءًا من فرنسا في عام 1795، مما أدى في النهاية شبه استقلال للمناطق التي كانت تابعة للكنيسة الكاثوليكية. بعد هزيمة الفرنسيين في عام 1814، نشأت مملكة هولندا المتحدة الجديدة، والتي انقسمت مرة أخرى خلال الثورة البلجيكية بين عامَي 1830-1839، ونتج عن ذلك ثلاث دول حديثة، هي بلجيكا وهولندا ولوكسمبورغ.
كانت الموانئ وصناعة النسيج في بلجيكا جوانبًا هامة في تحسين اقتصادها خلال العصور الوسطى، وكانت بلجيكا الحديثة إحدى أوائل الدول التي شهدت ثورة صناعية، والتي جعلتها تزدهر في القرن التاسع عشر، ولكنها أدت أيضًا إلى انقسام سياسي بين رجال الأعمال الليبراليين والعمال الاشتراكيين. أسس الملك إمبراطوريته الاستعمارية الخاصة في الكونغو البلجيكية، والتي استولت عليها الحكومة بعد فضيحة كبرى في عام 1908. كانت بلجيكا محايدة، لكن موقعها الاستراتيجي كطريق إلى فرنسا جعلها هدفًا لغزو ألمانيا بين عامي 1914 و1940. كانت الظروف قاسية أثناء الاحتلال. في فترة ما بعد الحرب، كانت بلجيكا رائدة في محاولات توحيد القوى الأوروبية، وعضو مؤسس لما أصبح فيما بعد الاتحاد الأوروبي. تستضيف بروكسل الآن مقر الناتو وهي العاصمة الفعلية للاتحاد الأوروبي. استقلت مستعمراتها في أوائل الستينيات.
سياسيًا، كانت البلاد في أحد فتراتها التاريخية مستقطبة بشأن المسائل الدينية، وفي العقود الأخيرة، واجهت انقسامات جديدة حول الاختلافات اللغوية والتنمية الاقتصادية غير المتكافئة. أدى هذا العداء المستمر إلى إصلاحات بعيدة المدى منذ السبعينيات، إذ أصبحت الدولة البلجيكية الموحدة سابقًا دولة فيدرالية، وتكررت الأزمات الحكومية فيها. وهي مقسمة الآن إلى ثلاث مناطق هي: فلاندر (الناطقة بالهولندية) في الشمال، وفوالونيا (الناطقة بالفرنسية) في الجنوب، وبروكسل ثنائية اللغة في الوسط. يوجد أيضًا سكان يتحدثون الألمانية على طول الحدود مع ألمانيا، أُعطيت هذه المنطقة لبروسيا في مؤتمر فيينا عام 1815 ولكنها أضيفت إلى بلجيكا بعد معاهدة فرساي عام 1919 بعد الحرب العالمية الأولى. الألمانية هي اللغة الرسمية الثالثة لبلجيكا.

## الأسماء
بلجيكا اسم قديم له معان مختلفة، ولكن نقطة التحول الرئيسية عندما استُخدم على وجه التحديد للإشارة إلى الجزء الجنوبي من هولندا خلال ما يسمى «ثورة برابانت» أو «الثورة البلجيكية الأولى» في عام 1790، خلال فترة قصيرة من الاستقلال عن الحكم النمساوي، قبل سنوات قليلة فقط من غزو فرنسا. عاد هذا الاسم إلى الظهور بعد ثورة عام 1830، عندما نشأت بلجيكا الحديثة من مملكة هولندا بعد فترة فاترلو.
كانت بلجيكا وفلاندر أول اسمين شائعين مستخدمَين لهولندا البورغندية التي كانت سلف هولندا النمساوية، سلف بلجيكا. وهو في الأصل اسم لاتيني استخدمه يوليوس قيصر. استمر استخدام هذا الاسم من حين لآخر بطرق مختلفة حتى نشأت دولة بلجيكا الحديثة. وصف قيصر الجزء البلجيكي من بلاد الغال بأنه أكبر مساحة بكثير من بلجيكا الحديثة، بما يتضمنه من أجزاء كبيرة من فرنسا وألمانيا وهولندا الحديثة، واستخدم مصطلح «بلجيكا» مرة واحدة فقط، في إشارة إلى منطقة أصغر، معظمها الآن في شمال فرنسا، حيث كانت تعيش القبائل التي تحكم التحالف العسكري البلجيكي. عادلت هذه المنطقة مقاطعة بلجيكا سيكوندا التي كانت تحت الحكم الروماني، والتي امتدت إلى الجزء الفلمنكي الساحلي من بلجيكا الحديثة.
استُخدم اسم بلجيكا في أواخر العصور الرومانية والعصور الوسطى للإشارة إلى بلجيكا بريما الرومانية وخليفتها دوقية لورين في منطقة موزيل في ألمانيا ولوكسمبورغ وفرنسا. بدأ استخدام المصطلح القديم بالتدريج فقط في العصر الحديث للمنطقة الواقعة شمال المقاطعتين الرومانيتين البلجيكيتين، وهما الآن هولندا وبلجيكا. واستُخدم أحيانًا كاسم كلاسيكي لـ «المقاطعات المتحدة» الشمالية، سلف هولندا الحديثة، بعد انفصالها عن الجنوب الخاضع للحكم الإسباني، سلف بلجيكا الحديثة، في أوائل العصر الحديث.

## العصور الوسطى
في القرن الخامس الميلادي قامت إحدى القبائل الجرمانية تُسمَّى الفرنكيين بطرد الرومان من الغال الشمالية. وأسس كلوڤيس (ملك فرنكي)، مملكة شملت الإقليم البلجيكي. وبتعميد كلوفيس في عام 496م توطدت المسيحية دينًا للدولة. وفي أواخر القرن السابع الميلادي فقد أحفاد كلوفيس السيطرة على المملكة وانتقل الحكم إلى عائلة من الحكام الفرنكيين تُسمَّى بالكارولنجيين، وحَكَم شارلمان، أعظم ملوكهم، من 768 إلى 814م. وأصبحت بلجيكا إبان حكمه مركزًا لإمبراطورية واسعة ضمت كثيرًا من أوروبا الغربية.
وفي عام 843 قَسَّم أحفاد شارلمان الثلاثة الألمانية. الإمبراطورية فيما بينهم إلى ثلاث ممالك. وبحلول القرن العاشر الميلادي كان الكارولنجيون قد فقدوا كثيراً من سلطتهم، وأدى هذا التطور إلى نشوء الدول الإقطاعية، التي بموجبها قَدَّم الأسياد المحليون الأرض والحماية إلي النبلاء لقاء خدمات عسكرية وغيرها. وأصبحت بلجيكا مركزًا هاماً للتجارة والصناعة أثناء فترة الإقطاع، الذي استمرّ ثلاثة قرون تقريبًا.
وحصلت النقابات في كثير من المدن على امتيازات من الأسياد الإقطاعيين، مما زاد الدخل الاقتصادي وأسهم في تطور نظام طبقي صارم.
وأثناء القرنين الرابع عشر والخامس عشر الميلاديين حكم دوقات برگنديا البلاد المنخفضة، التي تتألف الآن من بلجيكا ولوكسمبرج وهولندا. وحقق التجار وأصحاب المصانع نجاحا اقتصاديًا وازدهرت الفنون تحت الحكم البرگندي.
| تاريخ البلدان المنخفضة                                        | تاريخ البلدان المنخفضة                                                   | تاريخ البلدان المنخفضة                                        | تاريخ البلدان المنخفضة                                          | تاريخ البلدان المنخفضة                                                                        | تاريخ البلدان المنخفضة                                                                        | تاريخ البلدان المنخفضة                                                                        | تاريخ البلدان المنخفضة                                                                        | تاريخ البلدان المنخفضة                                                                        |
| ------------------------------------------------------------- | ------------------------------------------------------------------------ | ------------------------------------------------------------- | --------------------------------------------------------------- | --------------------------------------------------------------------------------------------- | --------------------------------------------------------------------------------------------- | --------------------------------------------------------------------------------------------- | --------------------------------------------------------------------------------------------- | --------------------------------------------------------------------------------------------- |
| فريسي                                                         |                                                                          |                                                               | بيلجي                                                           | بيلجي                                                                                         |                                                                                               |                                                                                               |                                                                                               |                                                                                               |
|                                                               | كنانيفيتاس                                                               | شامافي،توبانتي                                                | شامافي،توبانتي                                                  | بلجيكا الغالية (55 ق.م – حوالي 5م) جرمانيا الصغرى (83 – حوالي القرن 5)                        | بلجيكا الغالية (55 ق.م – حوالي 5م) جرمانيا الصغرى (83 – حوالي القرن 5)                        | بلجيكا الغالية (55 ق.م – حوالي 5م) جرمانيا الصغرى (83 – حوالي القرن 5)                        |                                                                                               |                                                                                               |
|                                                               | كنانيفيتاس                                                               | الفرنجة الساليون                                              |                                                                 | باتافي                                                                                        | باتافي                                                                                        |                                                                                               |                                                                                               |                                                                                               |
| غير مأهولة (حوالي القرنين 4- 5)                               | غير مأهولة (حوالي القرنين 4- 5)                                          | ساكسون                                                        | الفرنجة الساليون (حوالي القرنين 4- 5)                           | الفرنجة الساليون (حوالي القرنين 4- 5)                                                         | الفرنجة الساليون (حوالي القرنين 4- 5)                                                         |                                                                                               |                                                                                               |                                                                                               |
| المملكة الفريزية (حوالي القرن 6–734)                          | المملكة الفريزية (حوالي القرن 6–734)                                     |                                                               | إمبراطورية الفرنجة (481–843)—الإمبراطورية الكارولنجية (800–843) | إمبراطورية الفرنجة (481–843)—الإمبراطورية الكارولنجية (800–843)                               | إمبراطورية الفرنجة (481–843)—الإمبراطورية الكارولنجية (800–843)                               | إمبراطورية الفرنجة (481–843)—الإمبراطورية الكارولنجية (800–843)                               | إمبراطورية الفرنجة (481–843)—الإمبراطورية الكارولنجية (800–843)                               |                                                                                               |
| المملكة الفريزية (حوالي القرن 6–734)                          | المملكة الفريزية (حوالي القرن 6–734)                                     | أوستراسيا (511–687)                                           |                                                                 |                                                                                               |                                                                                               |                                                                                               |                                                                                               |                                                                                               |
|                                                               |                                                                          |                                                               |                                                                 |                                                                                               |                                                                                               |                                                                                               |                                                                                               |                                                                                               |
|                                                               |                                                                          |                                                               |                                                                 |                                                                                               |                                                                                               |                                                                                               |                                                                                               |                                                                                               |
| فرانسيا الوسطى (843–855)                                      | فرانسيا الوسطى (843–855)                                                 | فرانسيا الوسطى (843–855)                                      | فرانسيا الوسطى (843–855)                                        | فرانسيا الوسطى (843–855)                                                                      | مملكة الفرنجة الغربيين (843–)                                                                 |                                                                                               |                                                                                               |                                                                                               |
| لوثارينجيا (855– 959) لورين المنخفضة (959–)                   |                                                                          |                                                               |                                                                 |                                                                                               | مملكة الفرنجة الغربيين (843–)                                                                 |                                                                                               |                                                                                               |                                                                                               |
| فريزيا                                                        |                                                                          |                                                               |                                                                 |                                                                                               |                                                                                               |                                                                                               |                                                                                               |                                                                                               |
| الحرية الفريزية ( القرون 11–16 )                              | مقاطعة هولندا (880–1432)                                                 | أسقفية أوترخت (695–1456)                                      | دوقية برابنت (1183–1430) خيلدرز (1046–1543)                     | دوقية برابنت (1183–1430) خيلدرز (1046–1543)                                                   | مقاطعة فلانديرز (862–1384)                                                                    | مقاطعة هينو (1071–1432) كونتية نامور (981–1421)                                               | أسقفية أمير لياج (980–1794)                                                                   | دوقية لوكسمبورج (1059–1443)                                                                   |
|                                                               | الأراضي المنخفضة البورغندية (1384–1482)                                  |                                                               |                                                                 |                                                                                               |                                                                                               |                                                                                               |                                                                                               |                                                                                               |
|                                                               | الأراضي المنخفضة الهابسبورجية (1482–1795) (الأقاليم السبعة عشر بعد 1543) |                                                               |                                                                 |                                                                                               |                                                                                               |                                                                                               |                                                                                               |                                                                                               |
| جمهورية هولندا (الأراضي المنخفضة السبع المتحدة) (1581–1795)   | جمهورية هولندا (الأراضي المنخفضة السبع المتحدة) (1581–1795)              | جمهورية هولندا (الأراضي المنخفضة السبع المتحدة) (1581–1795)   | جمهورية هولندا (الأراضي المنخفضة السبع المتحدة) (1581–1795)     | الأراضي المنخفضة الأسبانية (1556–1714)                                                        | الأراضي المنخفضة الأسبانية (1556–1714)                                                        | الأراضي المنخفضة الأسبانية (1556–1714)                                                        |                                                                                               |                                                                                               |
|                                                               |                                                                          |                                                               |                                                                 | الأراضي المنخفضة النمساوية (1714–1795)                                                        |                                                                                               |                                                                                               |                                                                                               |                                                                                               |
|                                                               |                                                                          |                                                               |                                                                 | الولايات المتحدة البلجيكية (1790)                                                             | الولايات المتحدة البلجيكية (1790)                                                             | الولايات المتحدة البلجيكية (1790)                                                             | جمهورية لياج (1789–'91)                                                                       |                                                                                               |
|                                                               |                                                                          |                                                               |                                                                 |                                                                                               |                                                                                               |                                                                                               |                                                                                               |                                                                                               |
| الجمهورية الباتافية (1795–1806) المملكة الهولندية (1806–1810) | الجمهورية الباتافية (1795–1806) المملكة الهولندية (1806–1810)            | الجمهورية الباتافية (1795–1806) المملكة الهولندية (1806–1810) | الجمهورية الباتافية (1795–1806) المملكة الهولندية (1806–1810)   | مرتبطة بالجمهورية الفرنسية الأولى (1795–1804) جزء من الإمبراطورية الفرنسية الأولى (1804–1815) | مرتبطة بالجمهورية الفرنسية الأولى (1795–1804) جزء من الإمبراطورية الفرنسية الأولى (1804–1815) | مرتبطة بالجمهورية الفرنسية الأولى (1795–1804) جزء من الإمبراطورية الفرنسية الأولى (1804–1815) | مرتبطة بالجمهورية الفرنسية الأولى (1795–1804) جزء من الإمبراطورية الفرنسية الأولى (1804–1815) | مرتبطة بالجمهورية الفرنسية الأولى (1795–1804) جزء من الإمبراطورية الفرنسية الأولى (1804–1815) |
|                                                               |                                                                          |                                                               |                                                                 |                                                                                               |                                                                                               |                                                                                               |                                                                                               |                                                                                               |
| الإمارة السيادية للأراضي المنخفضة المتحدة (1813–1815)         |                                                                          |                                                               |                                                                 |                                                                                               |                                                                                               |                                                                                               |                                                                                               |                                                                                               |
| مملكة الأراضي المنخفضة المتحدة (1815–1830)                    |                                                                          |                                                               |                                                                 |                                                                                               |                                                                                               |                                                                                               |                                                                                               |                                                                                               |
| هولندا (1839–)                                                | هولندا (1839–)                                                           | هولندا (1839–)                                                | هولندا (1839–)                                                  | بلجيكا (1830–)                                                                                | بلجيكا (1830–)                                                                                | بلجيكا (1830–)                                                                                | بلجيكا (1830–)                                                                                | الدوقية العظمى للوكسمبورغ (1839–)                                                             |
|                                                               |                                                                          |                                                               |                                                                 |                                                                                               |                                                                                               |                                                                                               |                                                                                               | لوكسمبورغ (1890–)                                                                             |

## حكم الهابسبورگ
خضعت البلاد المنخفضة لحكم عائلة هابسبيرج النمساوية عن طريق زواج ملكي في 1477م. ووقع الإقليم تحت سيطرة الأسبان عام 1516م. واعتبر الأسبانيون أنفسهم مدافعين عن العقيدة الرومانية الكاثوليكية، واضطهدوا البروتستانت في البلاد المنخفضة. وبدأ البروتستانت في 1566م ثورة طويلة ضد أسبانيا. وأعلنت هولندا استقلالها عام 1581م، واعترفت بها أسبانيا في النهاية بوصفها دولة مستقلة عام 1648م. ومهما يكن فقد بقيت المنطقة البلجيكية تحت السيطرة الأسبانية. ودمّر هذا الانشقاق بين البلاد المنخفضة الشمالية والجنوبية اقتصادَ بلجيكا.
وعانت بلجيكا من كساد اقتصادي أكثر، ومن الحروب التي جرت بين أسبانيا ودول أخرى فيما تبقَّى من القرن السابع عشر الميلادي، وقدمت أسبانيا المنطقة إلى النمسا عام 1713م باعتبارها جزءًا من التسوية لحرب التعاقب على الحكم الأسباني. وحققت الزراعة والتجارة تقدما عظيما في القرن الثامن عشر الميلادي. وعلى أي حال فقد حاول النمساويون أن يبدّلوا أنظمة بلجيكا الإدارية والاقتصادية والتعليمية والقانونية دون احترام للتقاليد والمصالح المحلية. وثار البلجيكيون وتغلبوا على النمسا في عام 1789م. لكن النمسا استعادت السيطرة على المنطقة في السنة التالية.
وفي عام 1794م طرد الفرنسيون النمساويين من بلجيكا. وأصبحت المنطقة جزءًا من فرنسا عام 1795م، وبقيت تحت السيطرة الفرنسية حتى سقوط الإمبراطور الفرنسي نابليون الأول. ووقعت الهزيمة النهائية بنابليون في معركة واترلو في بلجيكا الوسطى عام 1815م وإبّان الحكم الفرنسي حلّت الأنظمة القانونية والتعليمية الفرنسية محل الأنظمة البلجيكية الموجودة. فاللغة الفرنسية التي اكتسبت أهمية إبان الحكم الأسباني والنمساوي، أصبحت مسيطرة في المجتمع البلجيكي. ولم يتحدث الفرنسية الوالون فقط، بل الطبقة العليا الفلمنكية أيضًا. أما اللغة الهولندية فقد ظلت لغة غير المتعلمين من الفلمنكيين.
وبعد هزيمة نابليون اجتمع قادة أوروبا السياسيون في مؤتمر فيينّا لإعادة رسم خريطة القارة. وفي عام 1815م أقر المؤتمر توحيد بلجيكا وهولندا في مملكة هولندا، وكان الهدف منها وضع حاجز أمام أطماع فرنسا في التوسع مستقبلا.
تطور الاقتصاد البلجيكي بسرعة إبان الوحدة لكن الشعب البلجيكي أصبح غير راضٍ عن سياسات الحكومة الهولندية فيما يتعلق بالتعليم واللغة والسياسة. بالإضافة إلى ذلك فإن معظم البلجيكيين من الروم الكاثوليك كانوا يعارضون الخضوع لحكم البروتستانت الهولنديين.

## الاستقلال
ازدادتْ المعارضة ضد الحكومة الهولندية، وثار البلجيكيون في أغسطس عام 1830م. وأعلنت بلجيكا استقلالها في الرابع من أكتوبر. وفي أول ديسمبر اعترفت الدول الأوروبية الرئيسية -النمسا وفرنسا وبريطانيا وبروسيا وروسيا- باستقلال بلجيكا، ووقعت هذه الأقطار في الشهر الذي يليه على اتفاق تَضَمن استقلال وحياد هذه الدولة الجديدة.
وتبنّت بلجيكا في 1831م دستورًا جديدًا واختارت الأمير ليوبولد من كوبورج خال فكتوريا ملكة بريطانيا، ملكا لها. وأصبحت بلجيكا إبان حكمه الدولة الصناعية الأولى في القارة الأوروبية. بين عامي 1830م و1870م تطورت الصناعة الثقيلة في بلجيكا بسرعة وبخاصة في والونيا. وتوسعت التجارة الخارجية لهذه الدولة كثيرًا خلال ما تبقَّى من القرن التاسع عشر الميلادي.
خلف الملك ليوبولد الثاني أباه عام 1865م. وحاول إقناع الحكومة البلجيكية باتخاذ مستعمرة في إفريقيا الوسطى. وبعد إخفاق الحكومة للقيام بذلك اتخذ ليوبولد الثاني الإجراءات بنفسه. وفي عام 1885م أقام دولة الكونغو الحرة (جمهورية الكونغو الديمقراطية حاليا). التي زودّت بلجيكا بالمطاط والعاج، والثروات القيمة الأخرى. وعاملَ وكلاء ليوبولد الإفريقيين بوحشية. وأَجْبَرَتْ الاحتجاجات في بريطانيا والولايات المتحدة الملك على تسليم السلطة في الكونغو إلى البرلمان البلجيكي في 1908م. وأصبح الإقليم عندئذ معروفًا بالكونغو البلجيكيّ.
توترت العلاقات بين الفلمنكيين الذين يتحدثون الهولندية والوالونيين الذين يتحدثون الفرنسية باطراد شديد في أواخر القرن التاسع عشر الميلادي. وحتى ذلك التاريخ كانت الفرنسية اللغة الرسمية الوحيدة للدولة، وسيطر متحدثو الفرنسية بشكل واسع على الحكومة والاقتصاد. ونال الفلمنكيون الاعتراف بالهولندية لغةً رسمية في أواخر القرن التاسع عشر الميلادي. واستمر النزاع بين الفلمنكيين والوالونيين إلى أوائل القرن العشرين الميلادي لأن كلتا الفئتين بحثت عن مصالحها الاقتصادية والثقافية الخاصة بها.

## الحروب العالمية
أصبح ألبرت ابن أخي ليوبولد الثاني ملكًا في 1909م وقاد القوات البلجيكية أثناء الحرب العالمية الأولى ( 1914 - 1918م). وفي الرابع من أغسطس 1914م دخلت ألمانيا بلجيكا في خطة للاجتياح عبر فرنسا الشرقية والشمالية. وقاتل البلجيكيون بشجاعة، وسقط آخر معقل بلجيكي بنهاية أغسطس.
احتلت القوات الألمانية كل البلاد ماعدا زاوية صغيرة في الشمال الغربي. وهرب مليون بلجيكي تقريباً إلى فرنسا وبريطانيا وهولندا. ونَفَّذ الألمان حكم الإعدام ببضعة آلاف من المدنيين البلجيكيين. وأصبحت بلجيكا مسرحًا لمعارك دامية عديدة بين قوات المحور بقيادة ألمانيا، والحلفاء بقيادة بريطانيا وفرنسا. وبدأت قوات الحلفاء في سبتمبر 1918م تحرير بلجيكا الذي تم باستسلام الألمان في نوفمبر عام 1918م.
أعطت معاهدة فرساي، التي أنهت الحرب رسميًا مع ألمانيا، مقاطعتيْ أوبن ومالمدي الألمانيتين إلى بلجيكا. كما سيطرت بلجيكا أيضا على الإقليم الإفريقي الشرقي الألماني لرواندا ـ أوروندي ( الآن رواندا وبوروندي). وساعدت مدفوعات الألمان عن دمار الحرب والمعونة الدولية على إنعاش الاقتصاد البلجيكي ليصل إلى مستواه قبل الحرب بحلول عام 1924م.
أصبحت بلجيكا أيضًا ميدانًا للقتال في الحرب العالمية الثانية ( 1939 - 1945م). اجتاحت القوات الألمانية البلاد في العاشر من مايو عام 1940م. واستسلم الجيش البلجيكي بعد ثمانية عشر يومًا. وبقي ليوبولد الثالث في بلجيكا المحتلة من قبل الألمان لكن مجلس الوزراء نقل الحكومة إلى لندن.
وفي سبتمبر عام 1944م حرَّرت قواتُ الحلفاء البلاد. وفي ديسمبر أعاد الألمان الهجوم على بلجيكا الجنوبية الشرقية، لكن الحلفاء صّدوا الهجوم وحققوا نصرًا كبيرًا في معركة بُلْج . وسَبَّبت الحرب العالمية الثانية دماراً ماديا في بلجيكا أقل مما حدث أثناء الحرب العالمية الأولى. لكن الخسارة في الأرواح بين المدنيين كانت أكثر بكثير.

## مابعـد الحرب العالمية الثانية
أصبحت بلجيكا إحـدى الـدول الأولى في أوروبـا التي استعـادت رخـاءها. ومهما يكن، فقد واجهت بلجيكا أزمة رئيسية بشـأن ماسُمي بمسألة العائلة المالكـة. وانتقـدَ بشـدة عـدد كبير من البلجيكيين ليوبولد الثالث لبقائه في بلجيكا أثناء الحرب واتّهمه بعضهم بالتعاون مع الألمان. وظهر أن بقاء ليوبولد في الحكم قد يؤدي إلى حرب أهلية في 1950م. لذلك سلم السلطة الملكية لابنه الأكبر الذي أصبح الملك بودوان الأول رسمياً في يوليو عام 1951م.
أدت بلجيكا دوراً قيادياً في الشؤون الدولية في سنوات ما بعد الحرب. وأصبحت عضوا مؤسسا للأمم المتحدة في 1945م. وأصبح في العام التالي رجل الدولة بول هنري سباك أول رئيس للجمعية العامة للأمم المتحدة. وفي عام 1950م اشتركت بلجيكا مع إحدى عشرة دولة في تشكيل منظمة حلف شمال الأطلسي. وساعدت أيضاً في تأسيس منظمات دولية أخرى عديدة، بما فيها البرلمان الأوروبي والجماعة الاقتصادية الأوروبية التي أصبحت فيما بعد جزءاً من الجماعة الأوروبية. وللحصول على معلومات مفصَّلة،
( أوروبا)
وفي أواخر الخمسينيات من القرن العشرين بدأ شعب الكونغو البلجيكي يطالب باستقلاله. وسلمت بلجيكا المستعمرة لأهلها عام 1960م. وكذلك أنهت بلجيكا إشرافها على رواندا ـ بوروندي في عام 1962م.

## التطورات الحديثة
ازداد التوتر بين الفلمنكيين والوالونيين في الستينيات من القرن العشرين. واكتسبت بعض الأحزاب السياسية الجديدة قوة لاهتمامها بصورة رئيسية بمشكلة اللغة المثيرة للخلاف. وأكمل البرلمان في عام 1971م تعديل الدستور لتقسيم الأمة إلى ثلاث جماعات ثقافية : 1- المتحدثون بالهولندية 2- المتحدثون بالفرنسية 3- المتحدثون بالألمانية.
ولكل جماعة مجلسها الثقافي الخاص بها، وعلى المجلس أن يوافق على كل القوانين التي تتعلق باللغة أو التعليم أو الأمور الثقافية الأخرى. وأقر الدستور المعدَّل أيضا ثلاث مناطق اقتصادية: 1-الفلاندر 2- والونيا 3- بروكسل. وفي عام 1980م منحت الحكومةُ البلجيكية الفلاندر ووالونيا حكماً ذاتياً محدودا. وصار لهذه المناطق بعض السيطرة على شؤونها الاقتصادية الخاصة.
تتابع بلجيكا اليوم البحث عن حلّ دائم لمشكلات اللغة. وقد توقفت عن إنشاء الأحزاب التي تقوم على أساس الاختلاف اللغوي، ولكن لم يزل لها تأثير فعّال في السياسة البلجيكية.
ويعوق التقسيم بين جماعات اللغة البلجيكية أيضًا التعاونَ اللازم لحل المشاكل الاقتصادية للأمة. ففي منتصف السبعينيات من القرن العشرين عانت بلجيكا من رقم قياسي في التضخم المالي، ومن نسبة عالية في البطالة. ويَنْتج التضخم جزئياً من الزيادات الضخمة في سعر النفط المستورد، الذي يُزوِّد الصناعة البلجيكية بمعظم طاقتها. وتبنَّت الحكومة عام 1975م سياسة اقتصادية جديدة ساعدت على تخفيض معدّل التضخم. ثم انخفض المعدل إلى أبعد من ذلك فيما بعد. ومع ذلك استمرت بلجيكا تعاني من معدل البطالة المرتفع، ومعدل منخفض للنمو الاقتصادي. وفي عام 1993م، أجازت الحكومة البلجيكية قانونًا يجعل من البلاد دولة فيدرالية تضم مناطق الفلاندر ووالونيا وبروكسل. وبمقتضى هذا القانون تمتعت الفلاندر ووالونيا بسلطات أكبر في مناطقهما. وفي نفس العام توفي الملك بودوان وخلفه أخوه ألبرت الذي أصبح الملك ألبرت الثاني.
وفي الانتخابات العامة التي أجريت في مايو 1995م، أعيد انتخاب جان- لوك دهين رئيسًا للوزراء. وكان جان- لوك قد فاز في انتخابات عام 1991م. وفي مايو 1999م، أدى الإعلان عن تلوث العلف الحيواني بمادة الديوكسين المسببة للسرطان إلى انهيار الحكومة. وقد تم حظر بيع البيض والدجاج واللحوم في بلجيكا والدول المستوردة للمنتجات البلجيكية. شكل جاي فيرهوفستادت زعيم الحزب الليبرالي حكومة ائتلافية ضمت حزب الخضر والأحزاب الاشتراكية، وأصبح رئيساً للوزراء في يوليو 1999م.